# Синагога (Радехів)
Синагога — юдейський молитовний будинок у м. Радехів (вул. Б. Хмельницького), у Львівській області України. Найбільш із всіх синагог, що були у місті.
Побудована наприкінці XVIII століття в центрі міста (у так званій єврейській частині).
У період Другої світової війни покрівля синагоги зазнала значних руйнувань внаслідок радянського бомбардування міста. А після війни перестала функціонувати як релігійний будинок, оскільки єврейську громаду міста було знищено нацистами. Доля усіх культових предметів, що були у святині невідома. Сувої із священними текстами із Тори були перевезені після закінчення війни до Ізраїлю і зберігаються до сьогодні у місті Халіфа.
Приблизно в 1960-х рр. у головній синагозі розмістили насіннєвий склад, куди звозили зерно з цілої Львівської області.
На даний момент будівля знаходиться у приватній власності.